# Otto Rensing
Otto Rensing, né le 17 février 1962 à Düsseldorf, est un  pilote automobile allemand de compétitions sur circuits, en monoplaces, voitures de Tourisme et de Grand Tourisme.

## Biographie
Après une fructueuse carrière nationale en karting entre 1977 et 1984, sa présence en compétition automobile s'étale de 1985 à 1993.
En 1986 il est désigné pilote-testeur par Benetton-BMW en Formule 1 à la création de l'écurie, pour la Benetton B187. Parallèlement il dispute régulièrement des courses de Formule 3 de 1986 à 1989, tant en Allemagne qu'en France où à l'échelon européen, avec Martini, Reynard, et Ralt.
En 1990 il termine 5e des 24 Heures de Spa, puis l'année suivante il effectue une saison complète en DTM. En 1993 il en dispute une autre en Coupe d'Allemagne Porsche Carrera.
Il revient alors aux courses de kart, en salle désormais en fondant en 1994 la société RS Speedworld Indoor-Karting GmbH.

## Palmarès

### Titres
- Champion d'Allemagne de karting, en 1982 et 1984 avec le team Mach 1 Kart;
- Champion d'Europe par équipes de karting, en 1982;
  - vice-champion d'Allemagne de Formule 3 en 1988 sur Reynard 883-Volkswagen (2 victoires, derrière Joachim Winkelhock), et 1990 sur Ralt RT34-Volkswagen (2 victoires, derrière Michael Schumacher);
  - 3e du championnat d'Europe de Formule Ford 1,6 L., en 1985;

### Victoire et performance notables
- 24 Heures du Nürburgring, en 1986 sur BMW 325i avec Markus Oestreich et Winfried Vogt (pour Linder Rennsport);
- Grand Prix de Macao de Formule 3 en 1989: pole position sur Reynard Volkswagen (du team Schübel; 3e de l'épreuve en 1988).